# Bikkia
Bikkia là một chi thực vật có hoa trong họ Thiến thảo (Rubiaceae).

## Loài
Chi Bikkia gồm các loài: